# Carta de controlo
Carta de Controlo (português europeu) ou carta de Controle (português brasileiro), também chamada de gráfico de controle remoto da qualidade (português europeu) ou gráfico de controle (português brasileiro), é um tipo de gráfico, comumente foi-se utilizado para o acompanhamento durante um processo, determina uma faixa chamada de limites de controle pela linha superior (limite superior de controlo) e uma linha inferior (limite inferior de controlo) e uma linha média do processo (limite central), que foram estatisticamente determinadas. É uma das Sete Ferramentas da Qualidade.
Realizado com amostras extraídas durante o processo, pressupõe que uma distribuição normal das características da qualidade. O objectivo é verificar se o processo está sob controlo. Este controlo é feito através do gráfico.
Tipos de Gráficos de Controlo:
- Controlo por variáveis
- Controlo por atributos

## Análise dos Gráficos de Controle Remoto da Qualidade Homogênea dos Processos
Segundo as regras da Norma ISO 8258 (1991), um processo encontra-se fora de controlo estatístico quando se verifica uma das situações seguintes:
- Regra 1 – Um ponto qualquer fora dos limites de controlo (limites).
- Regra 2 – Nove pontos consecutivos de um mesmo lado da linha central.
- Regra 3 – Seis pontos consecutivos em sentido ascendente ou descendente.
- Regra 4 – Catorze pontos crescendo e decrescendo alternadamente.
- Regra 5 – Dois de três pontos consecutivos na zona A, do mesmo lado da linha central.
- Regra 6 – Quatro de cinco pontos consecutivos na zona B ou A, do mesmo lado da linha central.
- Regra 7 – Quinze pontos consecutivos na zona C.
- Regra 8 – Oito pontos de ambos os lados da linha central, sem nenhum na zona C.

1. ↑   Glossário Inglês-Português de Estatística, Sociedade Portuguesa de Estatística e Associação Brasileira de Estatística